# 영 엘에이
영 엘에이(Young L.A)(본명: Leland Austin)는 미국의 랩가수이다.그는 미국에 아틀란타에서 태어났다.현재 그는 그랜드 허슬 레코드/인터스코프 레코드 소속이다.
그의 히트싱글인 'Ain't I'는 영 드로, T.I가 참여했고, 빌보드 200에서 45위를 거두었다.또한 랩차트에서는 2위를 했으며, 첫 솔로앨범인 'Futuristic Leland'는 2010년에 발매되었다. 그는 다수의 믹스테잎을 발매했다.

## 앨범

### 정규앨범
- Futuristic Leland (8/18/2009)

### 믹스테잎
- 2007: Offset Shawty - DJ Spinz
- 2007: Offset Swagg - DJ Scream, MLK & DJ Spinz
- 2008: The Matrix - DJ Coolbreeze
- 2008: Crushin' the Block
- 2009: Black Boy, White Boy (with Young Dro) - DJ Infamous
- 2009: Lamborghini Leland - DJ Drama
- 2009: I Think I Can Sang - MLK
- 2009: BlackBoy Whiteboy Swag Part 2 (The Movie)(with Young Dro) - DJ Corey-V